# Rimanóczy Gyula (építész, 1903–1958)

Wälder Gyula irodájában (1926)

Idősebb Rimanóczy Gyula (Bécs, 1903. január 19. – Budapest, 1958. december 21.) Ybl- és Kossuth-díjas építész, a magyar modernista avantgárd építészet kimagasló alkotója.
Bármihez nyúlt is, annak megjelenése olyan eleganciát sugárzik ma is, ami átsüt stílusjegyen és egyedüli hordozója annak a nagykultúrájú szellemnek, aminek az alkotó tulajdonosa volt… Kortársai közül, Lauberen kívül egyedül állott e képességével. Ez volt az, ami átadathatatlan, de a rá való törekvés akarása, az igen, az átplántálható, s ebben nem késlekedett megerősíteni senkit, akiben hajlandóságot látott.

## Családja
Anyja a lengyel származású Markowski Zsófia, Julian Markowskinak, a neves lembergi szobrászművésznek leánya. Apja Rimanóczy Árpád mérnökkari tiszt, aki Nagyváradon vonult be katonának, majd a kötelező szolgálat letöltése után végleg katonai pályára lépett: előbb huszártiszt lett, majd Bécsben elvégezte a Technische Hochschulét, utána pedig a mérnökkarban szolgált haláláig. Nagyapja, Rimanóczy Kálmán híres nagyváradi építési vállalkozó és építész, számos ottani épület tervezője, kivitelezője. Rimanóczy Gyulának két testvére volt: János és László.
Három gyermeke közül a két fiú: ifj. Rimanóczy Gyula és Rimanóczy Jenő követte őt a pályán. Lánya, Rimanóczy Yvonne jelmeztervező lett.

## Életpályája, munkássága
Rimanóczy Gyula tanulmányait a Budapesti Királyi József nádor Műegyetemen végezte. Mint az évfolyam legjobb hallgatója, elnyerte a Hauszmann Alajosról elnevezett jutalomdíjat.
1925–28 között nyugat-európai tanulmányutakon vett részt: bejárta Ausztriát, Svájcot, Francia- és Spanyolországot, Észak-Itáliát, Angliát.
Diplomájának megszerzése után Maróthy Kálmán, Wälder Gyula, majd Dümmerling Ödön építészek irodájában dolgozott.
1933-ban önállósította magát és 1948-ig saját irodája volt. E tizenöt év során születtek legszebb alkotásai. A magánvillákat kivéve a megbízások többségét pályázatokon nyerte el, köztük a Postás Nyugdíjas Otthon, a Dob utcai Postaigazgatóság, a Budapesti Sportcsarnok és a Bosnyák téri templom tervezését.
1942-ben kezdte tervezni saját családi házát Budapest XI. kerületében, a Somorjai u. 21. sz. telekre. Az épület a főváros ostroma előtt tető alá került, de anyagiak híján befejezni már nem tudta. A háború után 50 ezer új Ft-ért eladta; a félkész épületet az új tulajdonos négylakásos társasházzá alakította át.
1948-ban magánirodáját fel kellett adnia, és az akkoriban alakult állami tervezőirodában kényszerült elhelyezkedni. 1948. novembertől az Építéstudományi Intézet, 1949. január 1-től az Ipari, majd Könnyűipari Tervező Iroda, végül 1950. szeptembertől a Középülettervező Iroda (KÖZTI) állományába került, ahol 1958. december 21-én bekövetkezett haláláig dolgozott, eleinte tervezői, később vezetői beosztásokban. Ezen tíz év alatt számos épületet tervezett, melyek többsége meg is valósult: ipari létesítményeket, bányászfürdőket, oktatási és ahhoz kapcsolódó intézményeket (iskolák, iparitanuló-otthonok, egyetemi épületek). Haláláig oktatója volt a Magyar Építőművész Szövetségen belül 1953-ban alakult MÉSZ Mesteriskolának.

## Épületei és tervei
- Milanówek (Lengyelország): Markowski-villa (1926)
- Budapest XI., Somlói út 6/b.: villa (1927)
- Új Hatvani Római Katolikus templom tervpályázata (megvétel, 1928)[2]
- Dandár Gyógyfürdő, 1095 Budapest Dandár u. 3. (1928–1929,  Maróthy Kálmán irodájában és neve alatt),[3]
- Budapest XI., Szirtes út 3/a.: villa (1932)
- Budapest XII., Hűvösvölgyi út 50.: villa (1932) – lebontották
- Budapest X., Kőszeg u. 8.: villa (1933)
- Budapest II., Pasaréti téri templom (1933–34) – műemlék (Felújították 1981–82-ben, új liturgikus tér készült és a rendház emeletráépítést kapott Harsányi István és Vladár Ágnes munkájával)
- Budapest II., Pasaréti út 96.: villa (1933) – ma Inter-Európa Bank
- Debrecen: volt Sugárúti villa (1933)
- Budapest II., Pasaréti út 97.: villa (1934) – átépítve
- Székesfehérvár: Közvágóhíd (munkatársak: Farkas, Králik, Szabó) (1935)
- Budapest XII., Lejtő út 22.: villa (1936)
- Budapest XIV., Cházár A. u. 6.: Postás Nyugdíjas Otthon (1937)
- Budapest II., Pasaréti téri autóbusz-végállomás (1937)[4]
- Budapest VII., Dob u. 75–81.: Postaigazgatóság (1939)[5]
- Budapest IX., Mester u. 45.: Rendelőintézet (1939)
- Budapest II., Battai út 12/a.: villa (1940) [6]
- Budapest XIV., Istvánmezei út 1–3.: Nemzeti Sportcsarnok (munkatársak: Gerlóczy, Müller, Simkovits, Tóth) (1941); 1944-ig a Nagycsarnok kiviteli terve is elkészült, de már nem valósult meg
- Budapest XIV., Bosnyák tér: Szt. Antal Plébánia (1944) – befejezetlen maradt [7]
- Gödöllő: Ganz Árammérőgyár (1949)
- Ajka–Csingervölgy: Vájáriskola (1949)
- Lyukóbánya, Tatabánya, Nagybátony, Petőfibánya: bányászfürdők (1949)
- Budapest XIII., Váci út 107.: Iparitanuló-iskola (1950)
- Győr: Iparitanuló-iskola (1950) – műemlék[8]
- Veszprémi Vegyipari Egyetem (1951-től)
- Nyíregyháza: Dohányfermentáló (1951)
- Gödöllői Agrártudományi Egyetem lakóépületei (1953)
- Szolnok: irodaház (1953)
- Budapest XI., Műegyetem rakpart: BME "R"-épület (1955)
- Budapest XIII., Váci út 183.: Bánki Donát Iparitanuló Intézet[9] (1958?)

Tervezett, megépült és pályázati műveinek teljes száma 130 körül van.

## Publikációi
- A kislakáskérdés fontos problémája (Nemzeti Ujság, 1930. aug. 1.)
- A városmajori új templom (Tér és Forma, 1933/4–5)
- Új Parthenonok felé (Építészet, 1942. II/1)
- Hozzászólás Nagy-Budapest rendezési tervéhez (1948. aug. 31.)
- A jövő Budapestje (Magyar Nemzet, 1957. dec. 1.)

## Díjai, kitüntetései
- Hauszmann Alajos-jutalomdíj (az évfolyam legjobb hallgatója)
- Építőművész Szövetség Mesterdíja a Pasaréti templomért (1935)
- Budapest Székesfőváros Művészeti Ezüstérme (1935)
- Ybl Miklós-díj I. fokozata a II. világháború előtti életművéért (1953)
- Kossuth-díj a Budapesti Műszaki Egyetem "R" épületéért (1955)  Archiválva 2008. április 3-i dátummal a Wayback Machine-ben

## Emlékezete
- OPEION (KÖZTI-kiadvány ifjúsági melléklete, 1982/2)
- Rimanóczy Gyula halálának 25. évfordulója alkalmából a MÉSZ Kós Károly-termében rendezett kiállítás, 1984. jan. 18–31.
- Weichinger Károly és Rimanóczy Gyula építészek emlékkiállítása. Magyar Építészeti Múzeum, 1994. jún. 17. – aug. 28.
- Rimanóczy Gyula templomtervei. Budapest Galéria kiállító háza, 2004. okt. 14. – nov. 14.
- A szocialista realizmus maradandó épületei. HAP galéria, 2006. aug. 22. – szept. 29.
- Rimanóczy Gyula építész emlékkiállítása. HAP-galéria, 2010. aug. 31. – okt. 31.

Hagyatékát a Magyar Építészeti Múzeum őrzi.

## Képgaléria

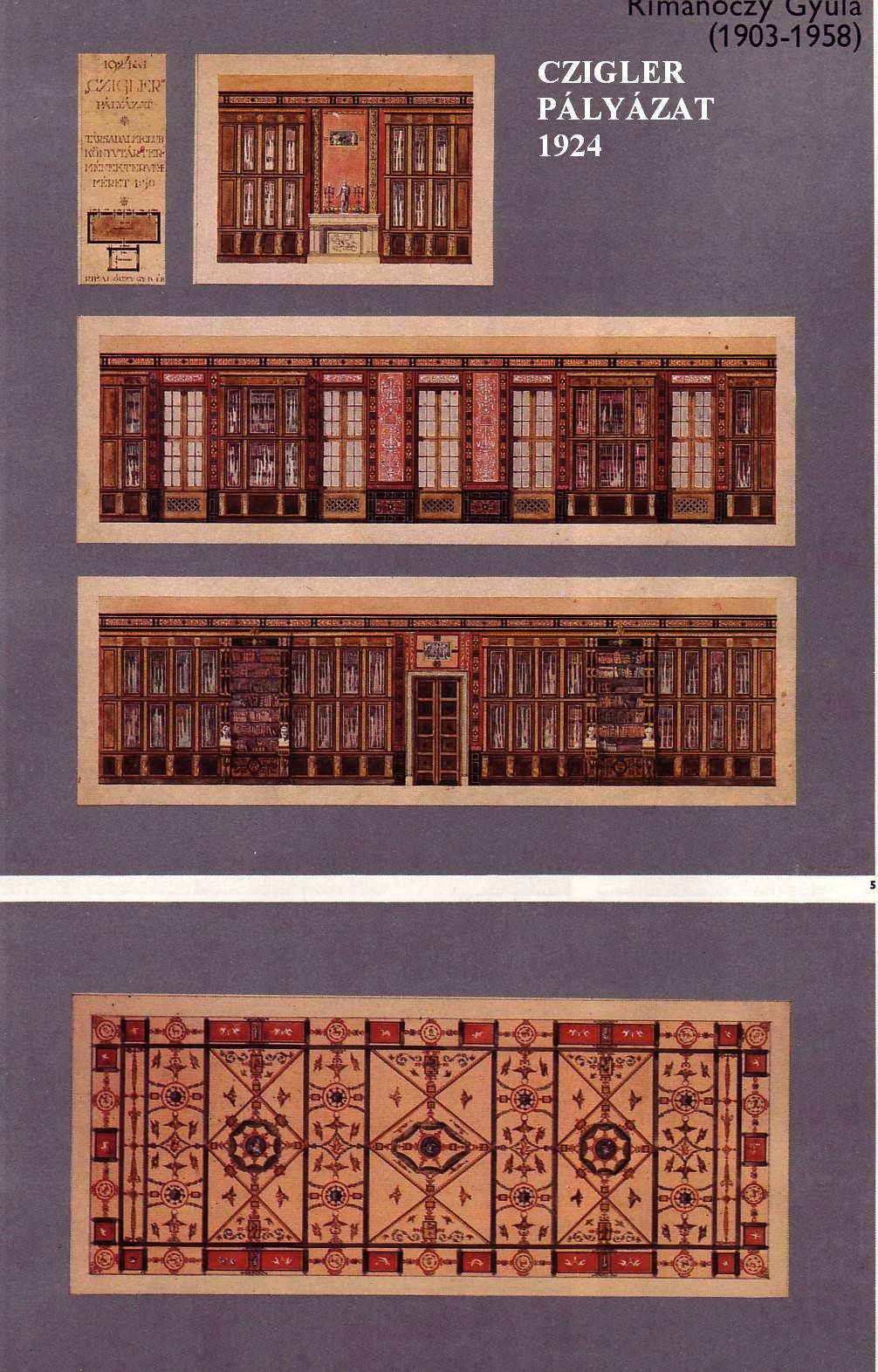
Czigler alapítványi díj, pályázat, 1924
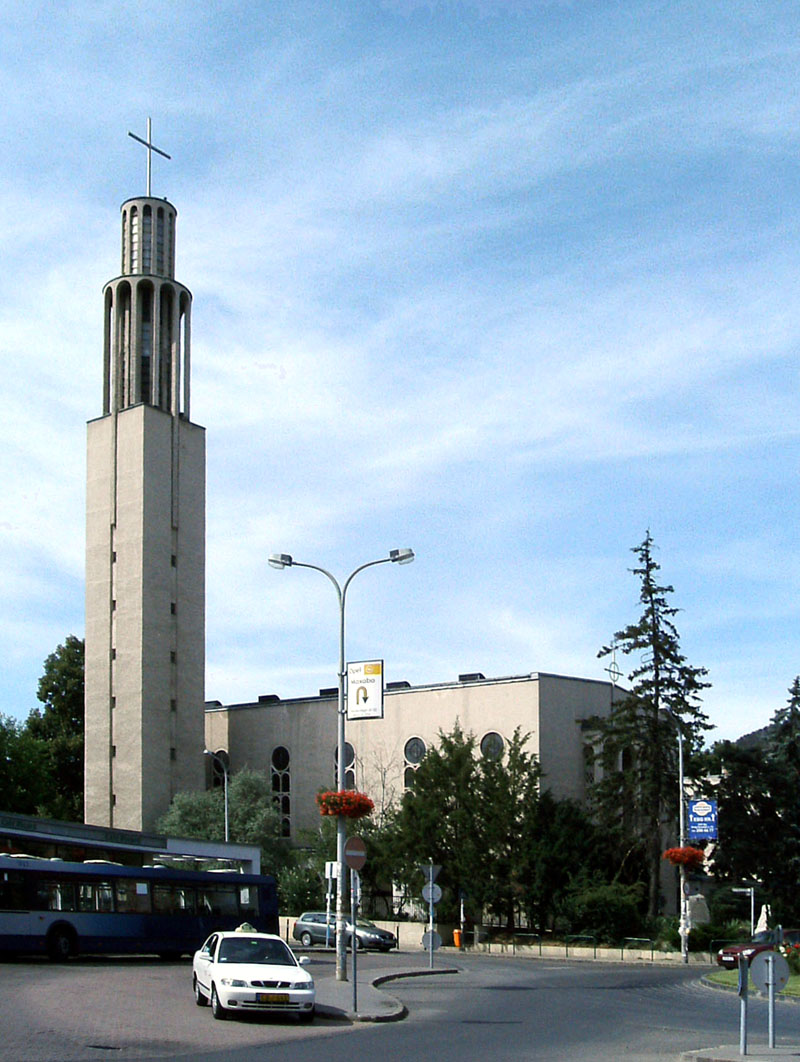
Pasaréti téri templom, 1934
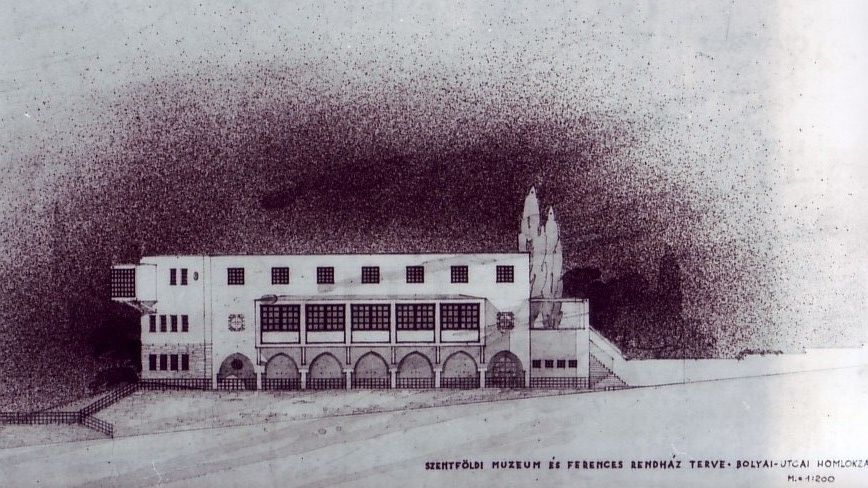
Rózsadombi múzeum és rendház, 1935
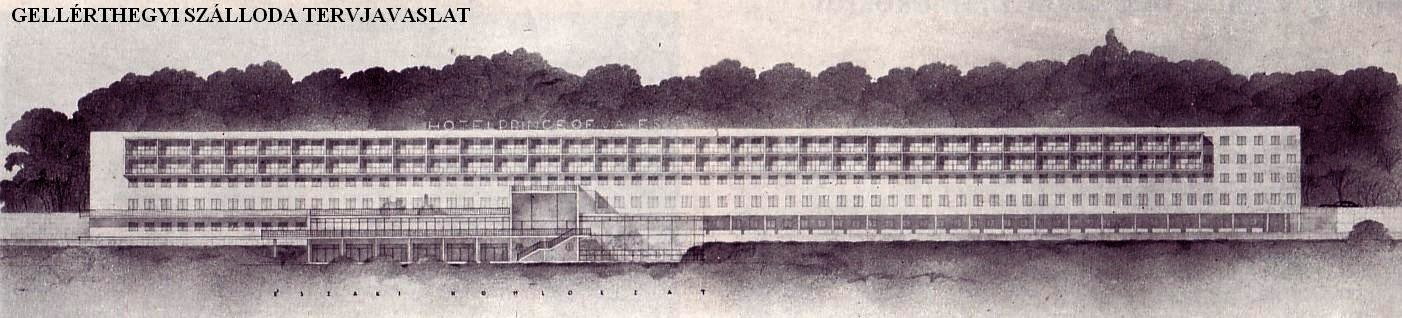
Gellérthegyi szálloda tervjavaslata, 1935 (tervezőtárs: Hoepfner Guido)
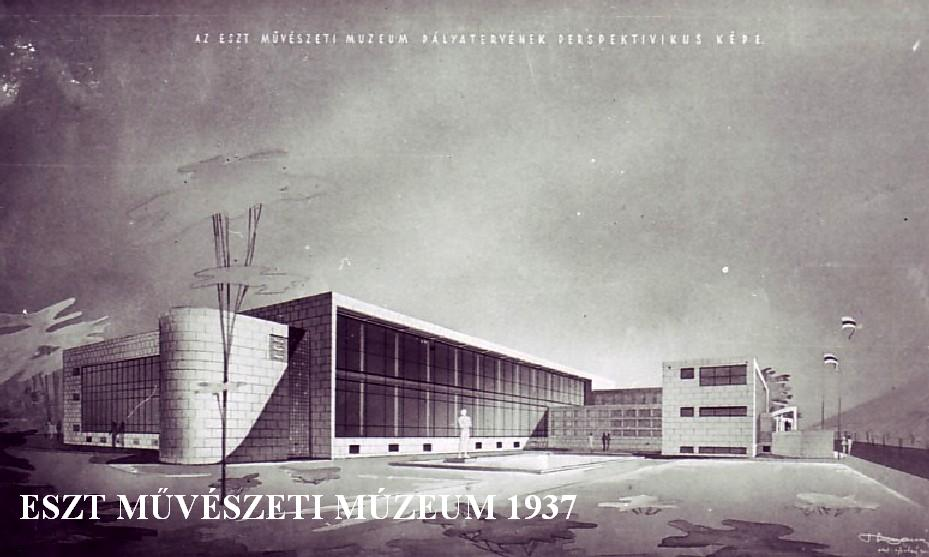
Észt Művészeti Múzeum pályaterve, 1937
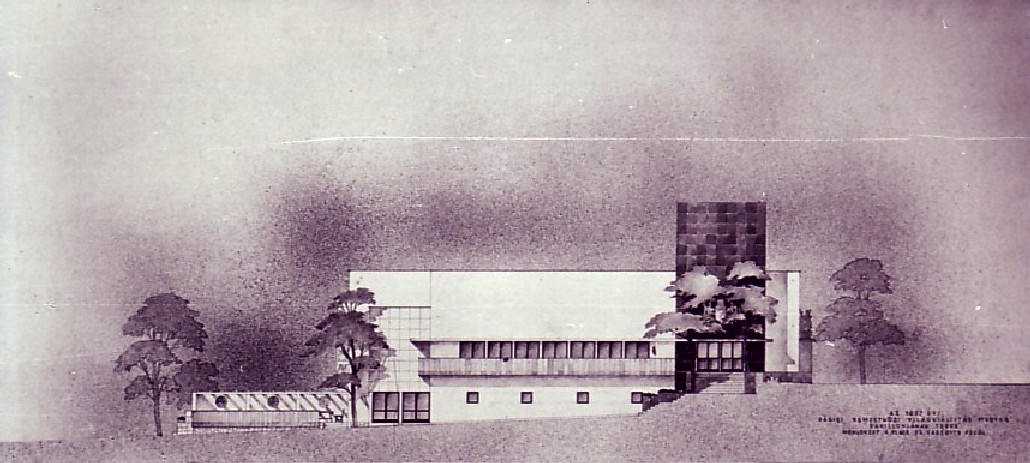
A párizsi világkiállítás magyar pavilonja, 1937
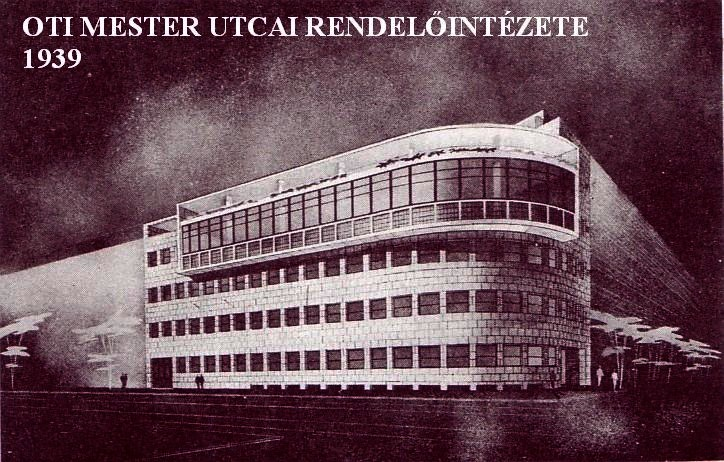
Mester utcai rendelőintézet, 1939–42
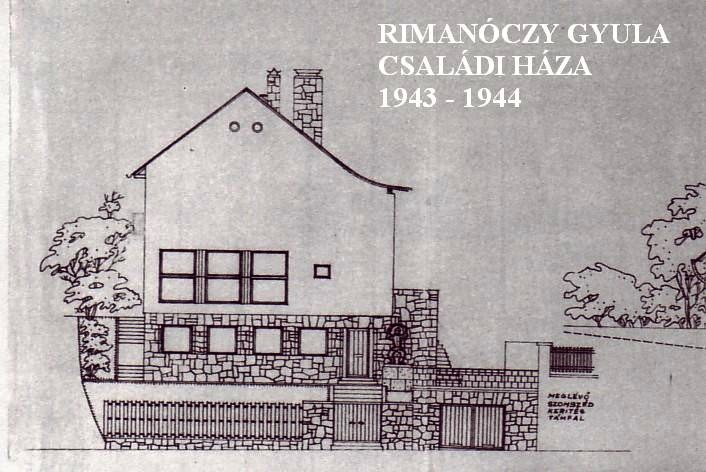
Családi ház Budapesten, 1943–44
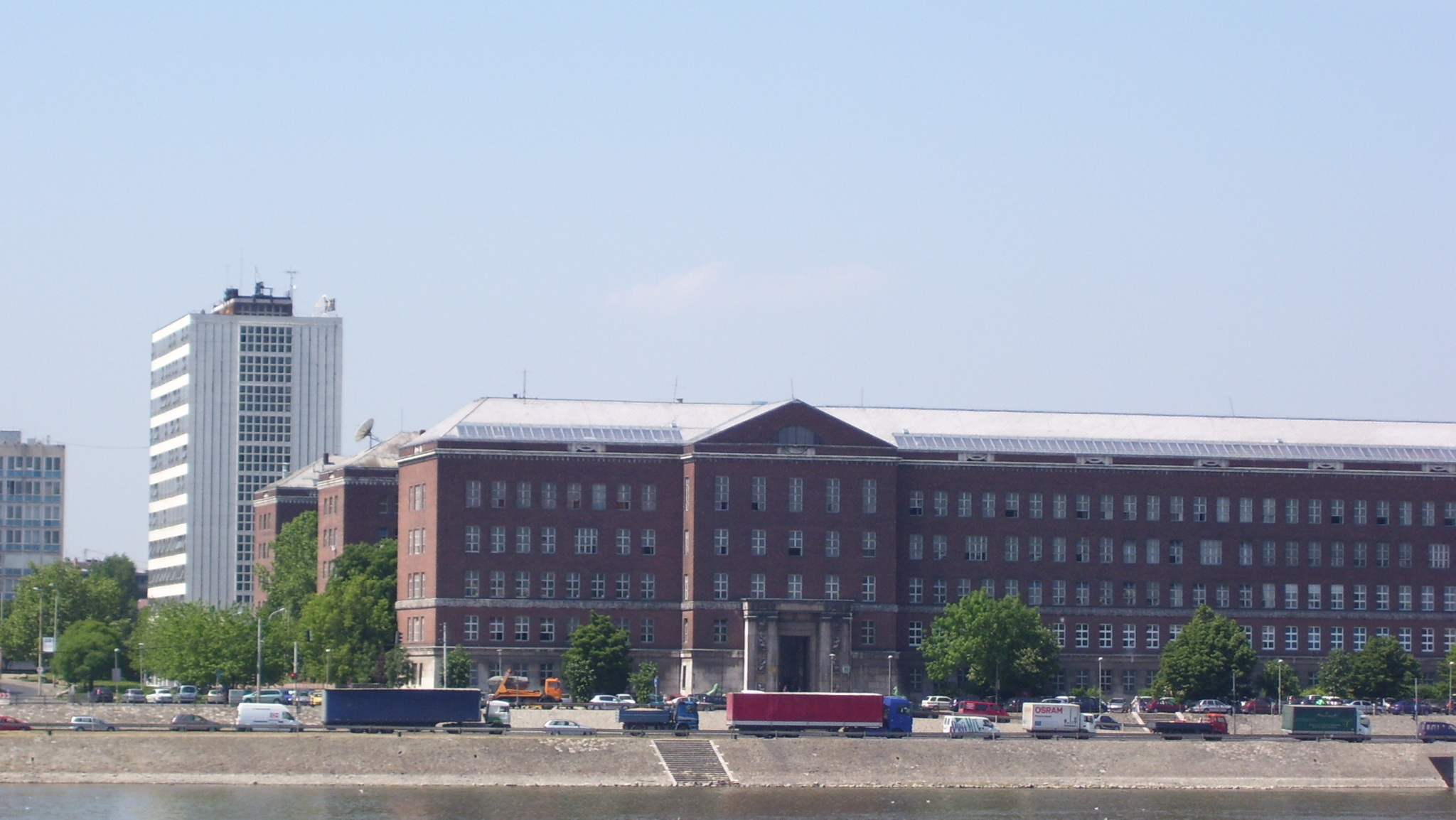
BME "R"-épület, 1955